# Вега, Макензи
Маке́нзи Джейд Ве́га (англ. Makenzie Jade Vega; 10 февраля 1994, Лос-Анджелес, Калифорния, США) — американская актриса.

## Биография
Макензи Джейд Вега родилась в Лос-Анджелесе (штат Калифорния, США) в семье ныне разведённых колумбийца Барака и американки-фотомодели Джины Рю. У Макензи есть две старших сестры — актрисы Алекса Вега (1988) и Кризия Вега (1990); старшая сестра по отцу — Марго Вега (1981); младшие сестра и два брата по матери: Грейлин Джеймс (2000), Джет Джеймс (2005) и Круз Хадсон Джеймс (2009).
Макензи дебютировала в кино в 1999 году, сыграв роль Марии в фильме «Доктор Куинн, женщина-врач». Третьей ролью Веги стала Энни Кэмпбелл в фильме «Семьянин», за которую в следующем году она получила премию «Молодой актёр» в номинации «Лучшее исполнение в художественном фильме — молодая актриса в возрасте десяти или меньше лет». С 2009 года Вега входит в основной актёрский состав телесериала «Хорошая жена», в котором играет роль Грейс, дочери центрального персонажа Алисии Флоррик. Актёрский ансамбль сериала был трижды отмечен номинациями на премию Гильдии киноактёров США.

## Избранная фильмография
| Год       |    | Русское название                 | Оригинальное название               | Роль                         |
| --------- | -- | -------------------------------- | ----------------------------------- | ---------------------------- |
| 1999      | тф | Доктор Куинн, женщина-врач       | Dr. Quinn Medicine Woman: The Movie | Мария                        |
| 2000      | ф  | Семьянин                         | The Family Man                      | Энни Кэмпбелл                |
| 2000—2001 | с  | Шоу Джины Дэвис                  | The Geena Davis Show                | Элиза Райан                  |
| 2001      | ф  | Всё схвачено!                    | Made                                | Хлоя                         |
| 2004      | ф  | Пила: Игра на выживание          | Saw                                 | Диана Гордон                 |
| 2004      | ф  | Каштан: Герой центрального парка | Chestnut: Hero of Central Park      | Сол                          |
| 2005      | ф  | Город грехов                     | Sin City                            | Нэнси Кэллахан в детстве     |
| 2006      | ф  | Поцелуй на удачу                 | Just My Luck                        | Кэти Хардин                  |
| 2006      | ф  | Люди Икс: Последняя битва        | X-Men: The Last Stand               | девочка в тюремном грузовике |
| 2006      | с  | Правосудие                       | Justice                             | Мэри Никс                    |
| 2007      | ф  | В стране женщин                  | In the Land of Women                | Пейдж Хардуик                |
| 2007      | с  | Говорящая с призраками           | Ghost Whisperer                     | Бэкка Кэхилл                 |
| 2009      | с  | Скорая помощь                    | ER                                  | Вера                         |
| 2009—2015 | с  | Хорошая жена                     | The Good Wife                       | Грейс                        |